# Człowiek w poszukiwaniu sensu
Człowiek w poszukiwaniu sensu (niem. …trotzdem Ja zum Leben sagen: Ein Psychologe erlebt das Konzentrationslager) – książka psychiatry Viktora Frankla, wydana w 1946, opisująca jego traumatyczne przeżycia z obozów koncentracyjnych podczas II wojny światowej (m.in. Auschwitz oraz Dachau) oraz podstawy jego metody leczenia zaburzeń psychicznych, zwanej logoterapią.